# August Bierling

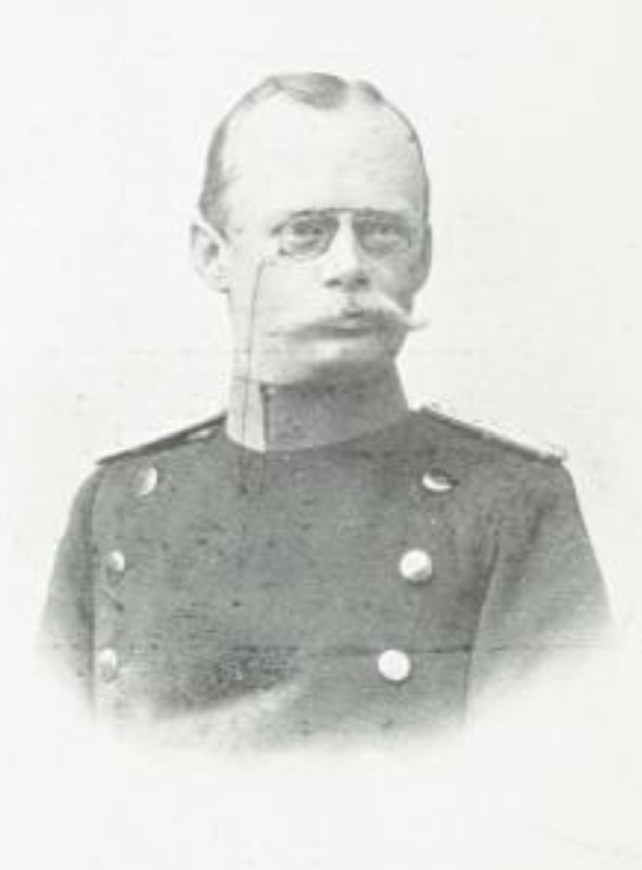
August Bierling

Wilhelm August Bierling (* 26. April 1859 in Leipzig; † 28. Mai 1937 in Dresden) war ein sächsischer Generalleutnant.

## Leben

### Karriere
Bierling trat 1875 in den Kadettenkorps der sächsischen Armee ein und wurde nach langjähriger Erziehung am 25. Januar 1879 als Fähnrich der 7. Kompanie des 2. Feld-Artillerie-Regiment Nr. 12 in Pirna unter Oberstleutnant Carl August Zenker überwiesen. In dieser Position avancierte er am 13. Oktober desselben Jahres zum Leutnant. Er diente die weiteren Jahre weiterhin im Regiment und avancierte 1887 zum Oberleutnant und 1890 zum Hauptmann. 1894 wurde er in das sächsische Kriegsministerium befehligt, u. a. unter Oberst Karl von Friesen-Miltitz bei der Allgemeinen Armee-Abteilung und wurde in dieser Eigenschaft am 17. April 1898 zum Major befördert. Er kehrte 1900 in den Truppendienst zurück und wurde Abteilungskommandeur der I. Abteilung des 2. Feld-Artillerie-Regiments Nr. 12. Er diente nach Beförderung zum Oberstleutnant am 11. September 1903 weiterhin in seiner Position und wurde darauf zum Regimentskommandeur des neuerrichteten 7. Feld-Artillerie-Regiment Nr. 77 in Leipzig ernannt. Am 23. September 1905 erfolgte seine Beförderung zum Oberst und er wurde kurz darauf als Abteilungschef der Armee-Verwaltungs-Abteilung in das sächsische Kriegsministerium berufen. Am 21. September 1909 wurde er zum Generalmajor ernannt und erhielt am 22. März 1910 das Patent zu dem Dienstgrad. Im selben Jahr wurde er von seiner Position enthoben und zum Brigadekommandeur der 3. Feld-Artillerie-Brigade Nr. 32 ernannt. Unter Genehmigung seines Abschiedsgesuches wurde er am 13. September 1912 mit dem Charakter eines Generalleutnants zur Disposition gestellt.
Nach Ausbruch des Ersten Weltkrieges ließ er sich auf seinen dringenden Wunsch um einen Dienst an der Front reaktivieren und wurde im Herbst 1914 mit der Aufstellung des Reserve-Feldartillerie-Regiments Nr. 53 ernannt. Er führte das Regiment darauf durch die Erste Flandernschlacht an der Westfront, wonach er für seine Verdienste am 7. Dezember 1914 mit dem Ritterkreuz des Militär-St.-Heinrichs-Ordens ausgezeichnet wurde. Er wurde darauf Brigadekommandeur der 23.-Reserve-Feldartillerie-Brigade und führte diese durch die heftigen Kämpfe an der Schlacht um die Somme. Trotz unterlegener Artilleriekräfte leitete er vorzüglich das Wirkungsfeuer seiner Batterien und unterstützte durch mustergültige Anordnung des Sperrfeuers die Infanterie in der Abwehr der feindlichen Angriffe. Er konnte ausschlaggebend dazu beitragen, seinen Abschnitt gegen alle feindlichen Angriffe zu halten. Er wurde dafür am 28. August 1916 mit dem Kommandeurkreuz II. Klasse des Militär-St.-Heinrichs-Ordens ausgezeichnet. Er nahm auch an der Herbstschlacht in der Champagne und im Artois teil und nahm im Februar 1917 aufgrund einer Krankheit seinen Abschied aus dem Militär.
Er war mit Elli Auenmüller verheiratet.